# Знову до справи
«Знову до справи» — комедійний фільм 2007 року.

## Сюжет
Поліціянт у відставці Джо Елкхарт, що волею свого кращого друга і колишнього напарника Тоні Дамбара знову втягнутий в нескінченний ланцюг кривавих перестрілок й запаморочливих погонь..